# Il signore delle 21
Il signore delle 21 è stato un programma televisivo di genere varietà musicale andato in onda in una edizione e otto puntate dal 5 maggio al 23 giugno 1962 sul Programma Nazionale della Rai.

## Produzione
Prodotto da Sergio Bernardini e diretto da Enzo Trapani, il varietà musicale, condotto da Ernesto Calindri – che con questa trasmissione guadagnò consensi presso il grande pubblico – era a carattere monografico. Ciascuna puntata era incentrata su una tematica musicale: ad esempio nella prima era il divismo rivisto in chiave ironica, nella seconda il jazz, nella terza gli oriundi. Calindri presentava la trasmissione seduto su una poltrona, coadiuvato da Diego Michelotti nelle vesti del maggiordomo.
Nella trasmissione furono molti gli ospiti, anche prestigiosi, che si alternarono, tra i quali citiamo Frank Sinatra, Sammy Davis jr., Maurice Chevalier, Pat Boone, e poi Sergio Endrigo, Claudio Villa, il Quartetto Cetra, Tony Dallara, Miranda Martino, Mina, Nilla Pizzi, Milva, Sergio Bruni, Adriano Celentano, Lonnie Sattin, Piero Ciampi (col nome Piero Litaliano) e, tra gli attori, Raymond Burr, Claudia Cardinale, Carlo Dapporto, Rossano Brazzi, Nando Gazzolo, Franca Tamantini, Gloria Paul, Lando Buzzanca, Franco Franchi e Ciccio Ingrassia, Franco Angelini e numerosi altri.